# Sardus Pater

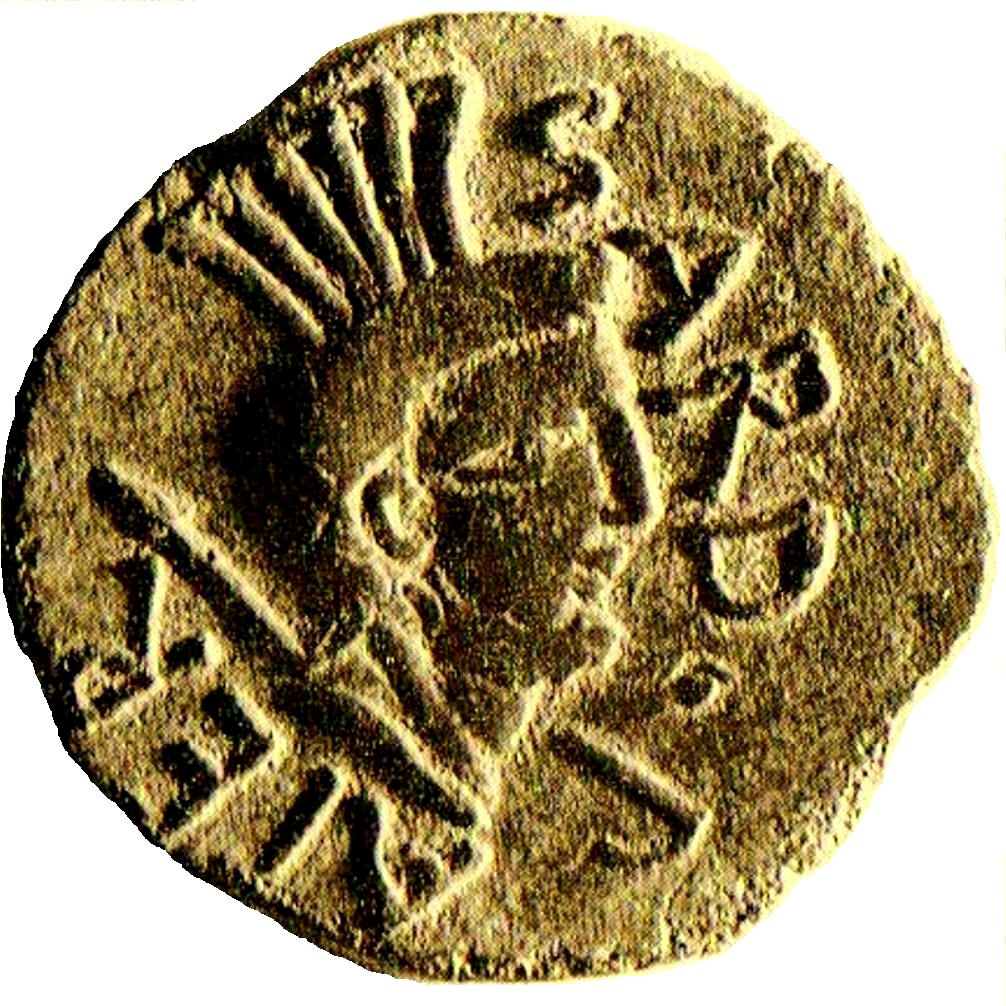
Römische Münze mit Darstellung des Sardus Pater

Sardus Pater war ein Gott phönizisch-punischer Prägung, den die Karthager nach Sardinien brachten. Er war einer jener Staats- oder Stadtgötter, wie sie die Völker der Levante kannten und bei unterworfenen Völkern installierten. Diese Implantation wurde von den südwestlichen Sarden angenommen, denn der Gott überlebte den Niedergang der Punier und behielt während der römischen Besatzungszeit ab 241 v. Chr. weiter Geltung. So trägt der unter Augustus um 38 v. Chr. erbaute und unter Caracalla (211–217 n. Chr.) restaurierte Tempel von Antas eine Widmung an den Sardus Pater.
Nach der literarischen Tradition stammte Sardus Pater aus Libyen und wurde zum Herrn der Insel, die seinen Namen bekam. Pausanias (X, 17) schrieb, dass die barbarischen Einwohner des westlichen Sardiniens eine bronzene Statue ihres Gottes Sardus nach Delphi sandten, um dem Heiligtum eine Gabe zu machen.
Diese Statuen sind nicht mit den als Bronzefiguren der Nuraghenkultur bekannten Exemplaren identisch. Sie wurden in Gesturi und Genoni gefunden. Der Kopf des Sardus Pater ist auf römischen Münzen dargestellt, die auf Sardinien vor allem in jenem Gebiet entdeckt wurden, das einst von den Karthagern beherrscht wurde. Wahrscheinlich lag die Münzprägeanstalt in Sulcis. Die Ikonographie des Sardus Pater ist sowohl bei dem Exemplar von Genoni als auch auf den Münzen eher griechischer oder, was die Federkrone betrifft, philistischer Natur. Der bärtige Gott trägt eine lange Tunika und eine Keule oder Lanze.